# Přívěsná pracovní plošina

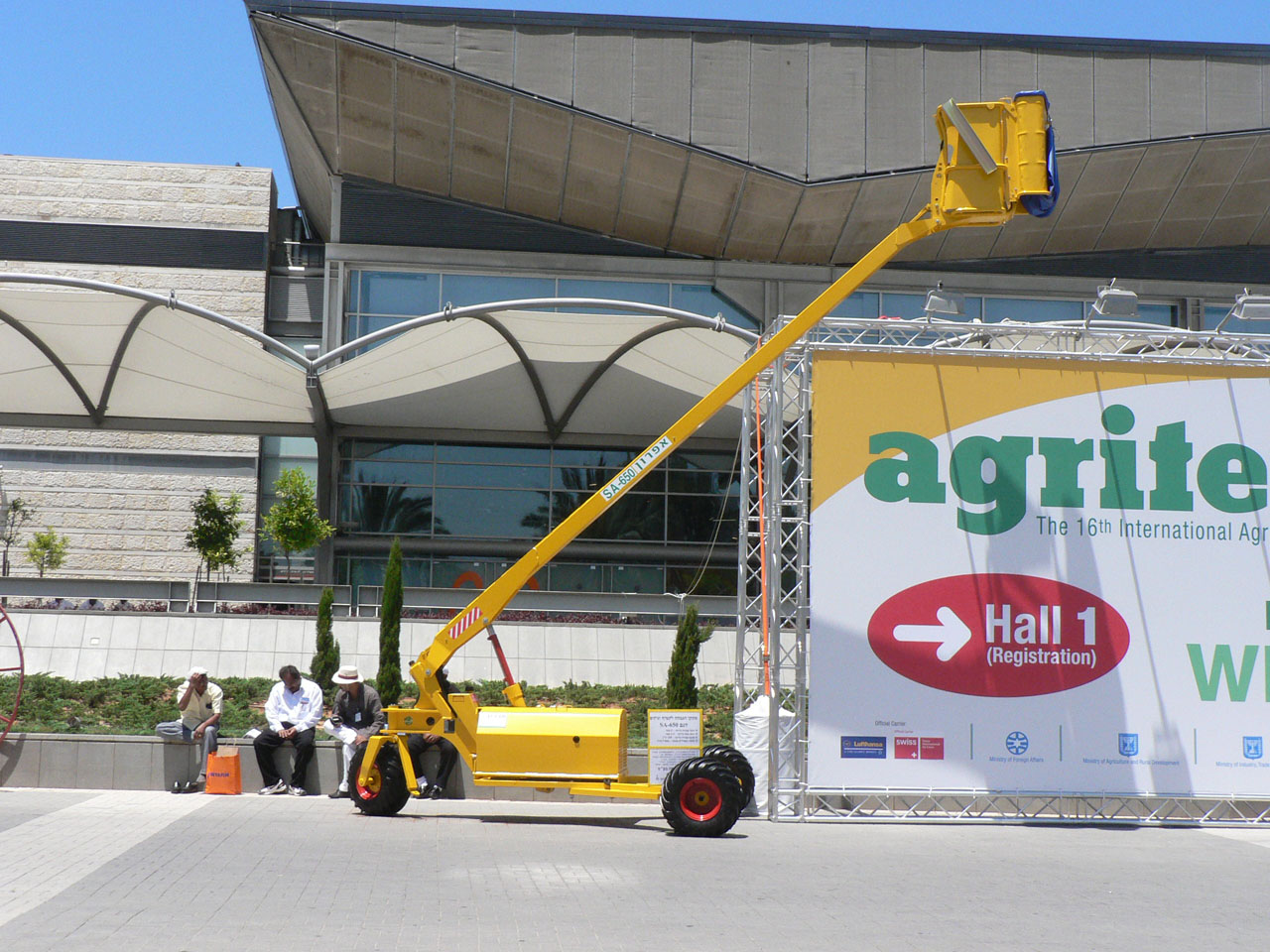
Přívěsná pracovní plošina

Přívěsné pracovní plošiny nemají vlastní pohon, a proto je nemůžeme označit jako samostatné vozidlo. Přívěsné pracovní plošiny disponují pracovními výškami 12 – 30 m. Se svými malými převozními rozměry jsou vhodné jak do vnitřních prostor, tak i pro venkovní práce. Nejmenší přívěsné plošiny umožňují projetí i 80 cm dveřmi, potřebují minimální prostor a jejich instalace je velmi rychlá. Pracovní plošiny jsou konstruovány pro přímé připojení k síťovému napětí 230 V/50 Hz případně na svůj vlastní akumulátor nebo dieselový motor.
Nosnost pracovního koše bývá až 250 kg a to v celé oblasti stranového dosahu. Proto lze z jednoho pracovního místa pokrýt velkou plochu střechy, okapu nebo fasády. Nekonečná otoč 360 stupňů a na obě strany otočný pracovní koš přitom nabízejí optimální manipulaci. Čtyři hydraulické rychloopěry se ovládají jednotlivě a pomocí vestavěného stabilizátoru lze jednoduchým způsobem rychle vyrovnat výškové rozdíly. 

## Využití přívěsných pracovních plošin
- montáž technologií v halách
- údržbové práce
- natěračské práce
- kácení stromů
- montáž reklam a billboardů
- mytí oken
- montáž hromosvodů
- odstranění sněhu a rampouchů ze střech
- opravy klempířských prvků
- opravy střech,komínů a drobné zednické práce
- opravy a instalace veřejného osvětlení
- filmařské využití pro osvětlení